# Methylchlorisothiazolinon
Methylchlorisothiazolinon (MCI) je chemická látka používaná jako konzervant.
Od 70. let 20. století se používal hlavně v kombinaci s methylisothiazolinonem, obvykle ve směsi v poměru 3:1, např. pod názvy Kathon CG nebo Euxyl K 100. Od roku 2005 bylo povoleno samostatné použití v kosmetice, a to v koncentraci do 0,01 %.